# Edwina Tops-Alexander
Edwina Tops-Alexander (Sydney, 29 marzo 1974) è una cavallerizza australiana.

## Biografia
Edwina, ha frequentato il College di Educazione Fisica di Sydney e per un periodo ha lavorato come personal trainer e istruttrice di aerobica.
Nel 2011 sposa Jan Tops, cavaliere, istruttore, proprietario e commerciante, famoso per essere il fondatore del Global Champions Tour.
Nel 2017 nasce la sua prima figlia, Chloe.
Edwina, oltre ad apparire sulle riviste di equitazione, appare anche tra le pagine di giornali come Vogue Australia e Marie Claire.
Edwina viene chiamata anche "Winnie", diminutivo del suo nome e allusione a "winner", ossia "vincente".

## Carriera
Edwina Tops-Alexander è la prima amazzone ad aver vinto più di un milione di euro nelle competizioni della Longines Global Champions Tour.

### 1982-1997: gli inizi
Edwina inizia a praticare l'equitazione all'età di otto anni, quando decide di montare il pony dei vicini, Bo Jangles, che continuava a scappare per entrare nel suo giardino.
Nel 1995 vince l'Australian Young Rider Championship.

### 1998-2005: l'arrivo in Europa
Nel 1998 decide di trasferirsi in Europa con l'intento di gareggiare contro i migliori cavalieri del mondo.
Per poter pagare il suo viaggio e quello del cavallo, Mr. Dundee, è costretta a vendere la sua macchina.
Arrivata in Belgio, lavora per alcuni anni per Ludo Phillippaerts.

### 2006-2012: Olimpiadi
Edwina Tops-Alexander debutta alle sue prime olimpiadi nel 2008 a Pechino gareggiando sia in squadra che nelle categorie individuali arrivando settima nella gara a squadre e nona nelle individuali.
Nel 2012 partecipa alle sue seconde olimpiadi a Londra, dove si piazza ventesima nelle gare individuali e decima nelle squadre montando Itot du Chateau.
Edwina è stata la miglior amazzone del Global Champions Tour (LGCT) per due anni consecutivi, 2011 e 2012.

### Dal 2013
Le sue terze olimpiadi, nel 2016 a Rio, si concludono con un nono posto nelle gare individuali.
| Anno | Competizione                                                    |
| ---- | --------------------------------------------------------------- |
| 2002 | Campionati mondiali di equitazione (WEG) Jerez                  |
| 2006 | Campionati mondiali di equitazione (WEG) Aquisgrana             |
| 2008 | Olimpiadi                                                       |
| 2010 | Campionati mondiali di equitazione (WEG) Kentucky               |
| 2011 | Global Champions Tour                                           |
| 2012 | Olimpiadi e Global Champions Tour                               |
| 2014 | Campionati mondiali di equitazione (WEG), Global Champions Tour |
| 2016 | Olimpiadi                                                       |
| 2018 | Global Champions Tour                                           |

## Sponsor
Edwina è stata sponsorizzata da Gucci che le ha disegnato un guardaroba personale per montare a cavallo. Nel 2011 è diventata ambasciatrice di Jaeger-LeCoultre.
Altri sponsor sono Loro Piana, Parlanti, Lami-Cell, Amerigo, Connolly's RED MILLS, PS of Sweden, Flexi Equine.

## Cavalli
| Nome                      | Genere   | Anno di nascita | Manto  |
| ------------------------- | -------- | --------------- | ------ |
| Bacardi VDL               | Stallone | 2006            | Baio   |
| California                | F        | 2007            | Baio   |
| Casquell                  | M        | 2009            | Sauro  |
| Catenda                   | F        | 2011            | Baio   |
| Emmylou                   | F        | 2013            | Grigio |
| Identity Vitseroel        | F        | 2008            | Baio   |
| Inca Boy Van Y Vianahof   | M        | 2008            | Baio   |
| Latisha de Regor          | F        | 2011            | Sauro  |
| Lintea Tequila (ritirata) | F        | 2003            | Baio   |
| Veronese Teamjoy          | F        | 2009            | Baio   |

Nel settembre del 2020 Edwina aggiunge una nuova cavalla alla sua scuderia, la KWPN Hazy Toulana (2012).
Ad ottobre dello stesso anno arriva nelle scuderie Tops-Alexander anche il castrone KWPN Cambridge de Hus (2012). Il cavallo, precedentemente montato dal cavaliere Jerome Guery, ha vinto il Gran Premio CSI2* a Bonheiden.